# Ginestola de les Canàries
La ginestola de les Canàries (Cytisus prolifer), localment anomenada tagasaste, és un petit arbre de fulla perenne que fa fins a 5-6 metres d'alt. És una planta nativa i endèmica dels vessants secs volcànics de les Illes Canàries, concretament l'illa de La Palma, però actualment es cultiva també a Austràlia, Nova Zelanda i moltes altres parts del món com a farratge.

## Descripció

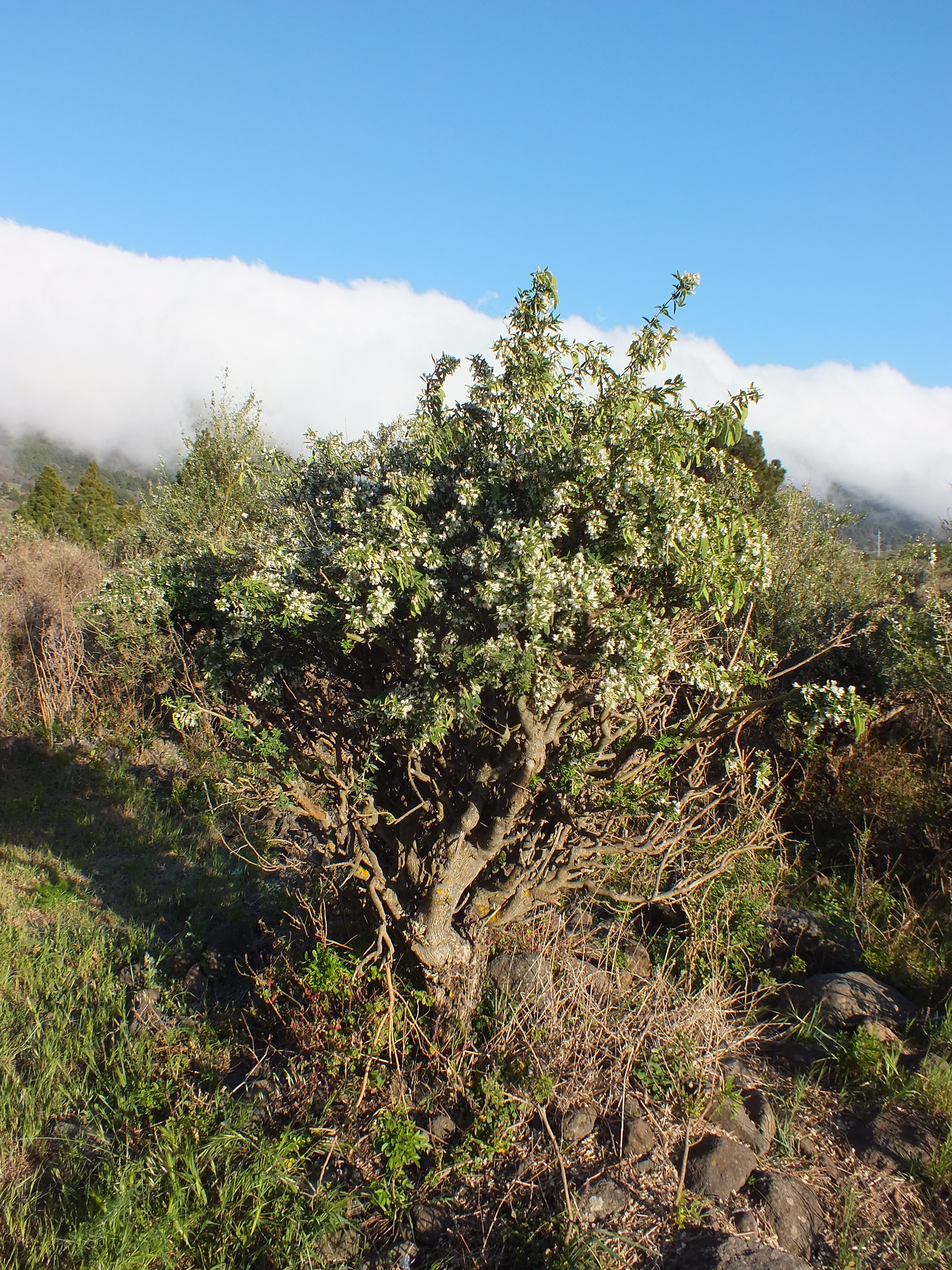
Arbust d de Tagasaste al municipi de El Paso, La Palma

És una planta que pot presentar un port més o menys arbori, segons el seu hàbitat o l'esporga que se li apliqui. Les fulles són trifoliades de color verd blavós - les flors són de color blanc cremós, els llegums són pilosos de color negre quan maduren i les 8 a 16 llavors són de color negre. No té espines. Les llavors germinen amb dificultat i els cal un tractament tèrmic previ.
Com altres lleguminoses, té la capacitat d'establir simbiosi amb diverses soques de Rhizobium, i aprofitar la fixació del nitrogen.
El tagasaste prefereix els sols sorrencs i lleugers ben drenats però també prospera en graves, margues, calcàries i laterites.
Resisteix molt la secada, pot sobreviure amb una pluviometria anual de només 200 mm, malgrat que li calen uns 600 mm per a donar una bona producció. En estat adult pot suportar glaçades de fins -9 °C. A les Canàries és un cultiu farratger que ocupa unes 5.000 hectàrees.

## Interès farratger

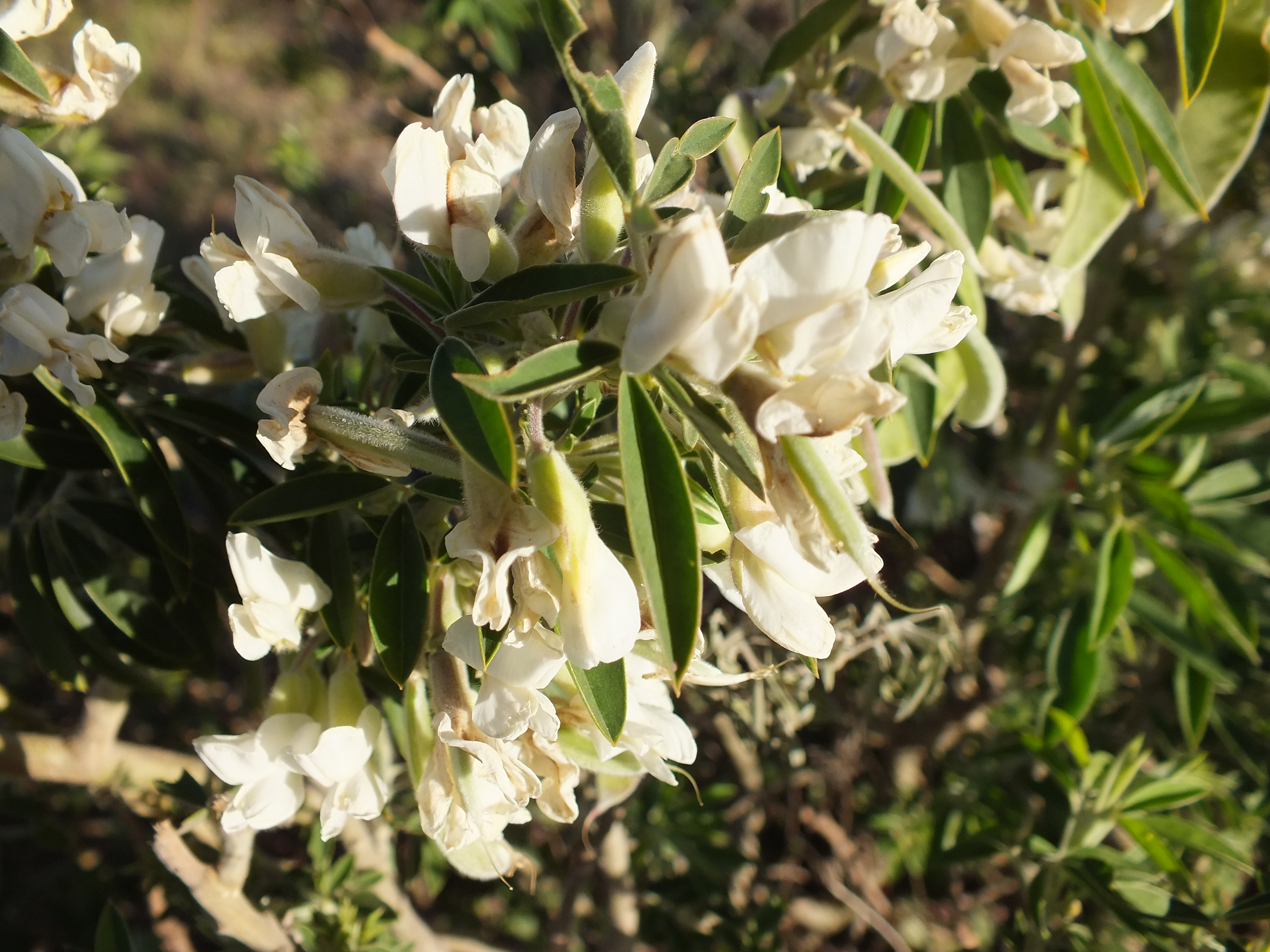
Flor de Tagasaste al municipi de El Paso, La Palma

Se n'aprofiten sobretot els brots i és un farratge ric en proteïna (20-28%), sense problemes de toxicitat (que tenen altres lleguminoses) i molt palatable encara que menys que Medicago arborea.
El seu farratge té una composició similar a la de l'alfals. És important adobar-lo amb fòsfor. S'ha d'evitar que floreixi, ja que amb la florida disminueix la qualitat farratgera de la fulla.